# Bukurešťský mír (1913)
Bukurešťský mír (rumunsky Tratatul de la București, bulharsky Букурещки договор, srbsky Букурешки мир, řecky Συνθήκη Βουκουρεστίου) byla smlouva mezi Rumunskem, Srbskem, Černou Horou, Řeckem a Bulharskem po jeho porážce ve druhé balkánské válce. Smlouva byla uzavřena v Bukurešti 10. srpna 1913 a doplnila předchozí Londýnskou smlouvu, která ukončila první balkánskou válku. Asi o měsíc později Bulhaři podepsali samostatnou hraniční smlouvu (Konstantinopolskou smlouvu) s Osmanskou říší, která tím získala zpět polovinu východní Thrákie na západ od linie Enoz-Midye ztracené v předchozí válce.

## Okolnosti

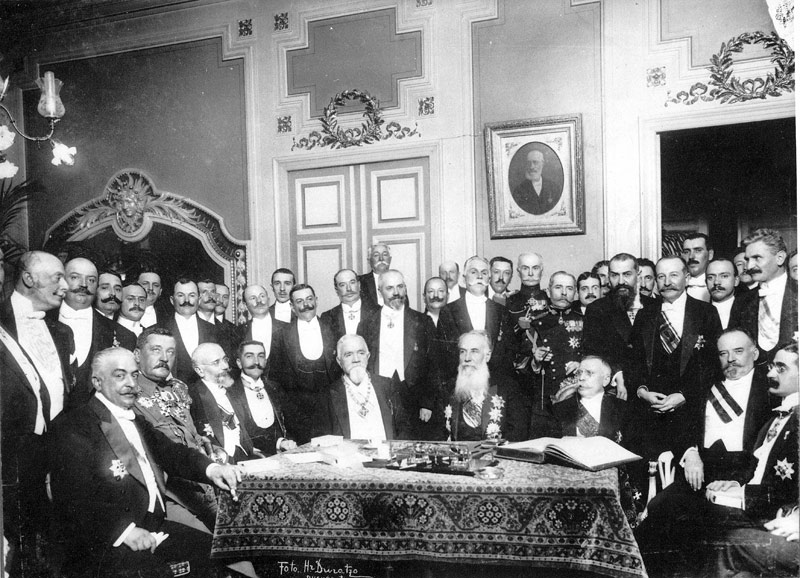
Delegace na mírové konferenci: Eleftherios Venizelos, Titu Maiorescu, Nikola Pašić (sedí uprostřed), Dimităr Tončev, Constantin Dissescu, Nikolaos Politis, Alexandru Marghiloman, Danilo Kalafatović, Constantin Coandă, Constantin Cristescu, Take Ionescu, Miroslav Spalajković a Janko Vukotić

Londýnská smlouva, která ukončila první balkánskou válku, definovala přesně území, o která Osmanská říše přišla, ale jejich rozdělení ponechala na spojencích. Demarkační linie vznikly tam, kde se zastavily armády. Bulharsko, které neslo hlavní tíhu války, mělo za cíl získat podstatnou část Makedonie až k Ochridu a v tomto duchu v roce 1912 podepsalo se Srbskem tajnou dohodu o rozdělení Vardarské Makedonie. Toto území však obsadila srbská armáda a Srbsko chtělo tajnou dohodu revidovat, protože jeho válečný cíl zajistit si přístup k moři zhatily evropské velmoci tím, že si vynutily vznik samostatné Albánie. Aniž by se o sporných bodech významněji jednalo napadlo Bulharsko v červnu 1913 srbskou a řeckou armádu. Útoky byly odraženy a řecké a srbské armády vstoupily na území ovládané Bulharskem. Současně Osmané vstoupili do východní Thrákie a znovu dobyli Drinopol. Do války se se zpožděním vložilo Rumunsko a ze severu postupovalo do bulharského vnitrozemí. Izolované a obklopené silnější koalicí nepřátel bylo Bulharsko nuceno souhlasit s příměřím a mírovými jednáními.
Všechna důležitá ujednání a ústupky týkající se nápravy sporných mezinárodních hraničních linií byly upřesňovány na řadě schůzí výborů, začleněny do samostatných protokolů a formálně ratifikovány valným shromážděním delegátů. Ačkoli se Osmanská říše také války zúčastnila, nebyla na těchto jednáních zastoupena a místo toho později uzavřela dvoustranné smlouvy s Bulharskem (Konstantinopolská smlouva) a Řeckem (Athénská smlouva).

## Územní změny

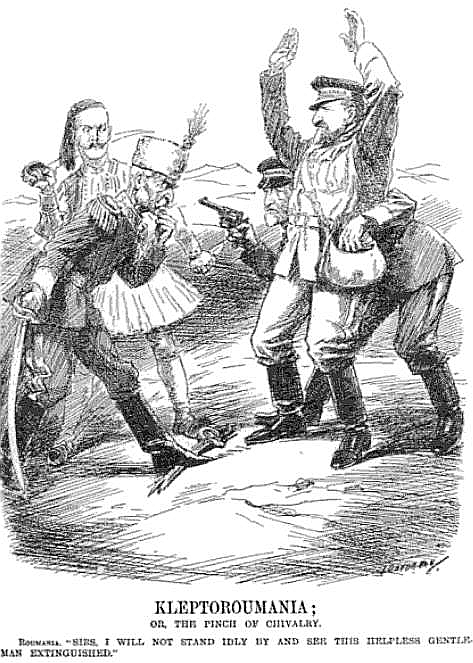
Karikatura z Punche: Na smlouvě stojí Karel I. Rumunský drží srbského krále Petra I. a řeckého krále Konstantina I. se zbraní v ruce, zatímco krade jižní Dobrudžu bulharskému caru Ferdinandovi I.

### Srbsko
Východní hranice Srbska byla vedena od hory Patarica na staré hranici a sledovala rozvodí mezi řekami Vardar a Struma až k řecko-bulharské hranici, s tím, že horní údolí Strumici zůstalo bulharské. Srbsko tak získalo celou střední Vardarskou Makedonii, včetně Ochridu, Bitoly, Kosova, Istibu a Kočani a východní polovinu Novopazarského sandžaku. Tímto uspořádáním Srbsko rozšířilo své území ze 48 300 na 87 780 km² a počet jeho obyvatel vzrostl o více než 1,5 milionu.

### Řecko
Hranice mezi Řeckem a Bulharskem vedla od pohoří Belasica k ústí Mesty v Egejském moři. Přestože bylo Bulharsko při jednání o této úpravě diplomaticky podporováno Ruskem a Rakousko-Uherskem, bylo donuceno učinit tento velmi citlivý územní ústupek. Takto získané území zahrnovalo velké části Epiru a Makedonie včetně Floriny a Soluně.
Hranice byla posunuta na východ až za Kavalu, čímž omezila egejské pobřeží Bulharska na zanedbatelnou délku 110 km s jediným námořním přístavem Dedeagač. Úprava zvětšila rozlohu Řecka z 64 790 na 108 610 km² a počet jeho obyvatel z 2 660 000 na 4 363 000. Navíc byla Řecku definitivně přidělena Kréta a 14. prosince téhož roku byla formálně převzata.

### Rumunsko
Rumunsko získalo Jižní Dobrudžu, která byla součástí Bulharska od roku 1878. Dělicí linie se táhla od Dunaje těsně u Tutrakanu k západnímu pobřeží Černého moře, jižně od Ekrene. Jednalo se území o přibližné rozloze 6 960 km² s 286 000 obyvateli a zahrnovalo pevnost Silistra a města Tutrakan na Dunaji a Balčik na Černém moři.

### Černá Hora
Smlouva přidělila Černé Hoře území okolo Berane, Peče a Đakovice.

### Bulharsko
Jakkoli ztratilo Bulharsko smlouvou rozsáhlá území oproti postavení svých armád po první válce a i oproti ustanovení Londýnské smlouvy, podle kterého se muselo ve Východní Thrákii stáhnout od Istanbulu na linii Enoz-Midye, získalo Pirinskou Makedonii včetně města Strumica, Západní Thrákie a 110 km egejského přímoří, celkem 25 030 km² a jeho počet jeho obyvatel se zvýšil o 129 490.
Kromě toho Bulharsko souhlasilo s demontáží všech existujících pevností a zavázalo se, že nebude stavět pevnosti v Ruse, ani Šumenu, ani na žádném z území mezi těmito dvěma městy nebo v okruhu 20 kilometrů kolem Balčiku.

## Důsledky

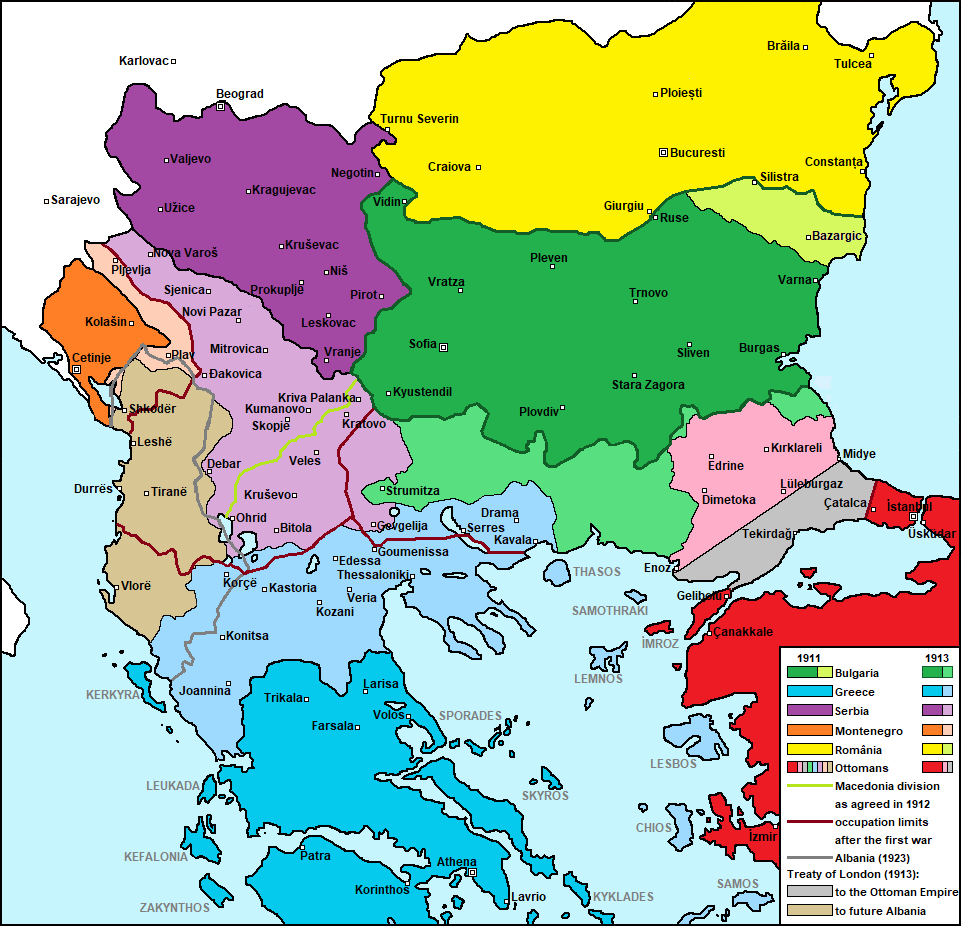
Výsledky balkánských válek v letech 1912 – 1913, podbarvení je stav v roce 1913
Bulharsko
Řecko
Srbsko
Černá Hora
Rumunsko
Osmanská říše
území určené pro budoucí Albánii
Bulharskem obsazené území navrácené podle Londýnské smlouvy Osmanské říši

Jedním z pozoruhodných aspektů této smlouvy byla skutečnost, že se do jednání nezapojily evropské velmocí. Balkánské státy spěchaly urovnat své spory dříve, než by velmoci znovu zasáhly do jejich záležitostí. Ovšem smlouva nezůstala nepovšimnuta, nicméně reakce velmocí byly smíšené: Německo, Rakousko-Uhersko a Rusko byly uzavřením míru bez jejich účastí dotčeny, zatímco Britové a Francouzi se radovali z „příchodu věku“ balkánských států. Velmoci smlouvu nerevidovaly a ukázalo se, že jsou v balkánských krizích spíše bezmocné. Nebyly schopny válkám zabránit a následně nemohly ignorovat jejich výsledky. Myšlenka na revizi Bukurešťské smlouvy z roku 1913 musela být opuštěna.

### Bulharsko
Předválečné ambice bulharské vlády zůstaly nenaplněny. Především se nepodařilo získat Makedonii a zejména okresy Ochrid a Bitola, což bylo hlavním válečným cílem. Bulharsko bylo nuceno zapomenout na svůj projekt balkánské hegemonie a udrželo si pouze malý výběžek do Egejského moře kolem nevýznamného přístavu Dedeagač.

### Řecko
Přestože výsledky mírové dohody byly pro Řecko triumfální, když získalo Soluň a většinu Makedonie až po přístav Kavala, zůstaly mu nevyřešené problémy. Po ukončení války mělo Řecko stále nároky na území, která v té době obývaly asi 3 miliony Řeků. Itálie, která ovládala Řeky obývané Dodekanéské ostrovy, rozhodně odmítala řecké nároky na severní Epirus. Navíc status quo ostrovů v severovýchodním Egejském moři, které Řecko obsadilo, zůstal neurčitý až do února 1914, kdy velmoci uznaly řeckou suverenitu nad nimi. Napětí s Osmanskou říší zůstalo vysoké a navíc pronásledování anatolských Řeků v létě 1914 vedlo ke krizi a závodu ve vyzbrojování loďstva, který zastavilo až vypuknutí první světové války.

### Rumunsko
Dohoda ukázala dominantní postavení Rumunska v jihovýchodní Evropě. Přínos jeho ozbrojených sil na vítězství byl rozhodující. Rumunsko získalo od Bulharska Jižní Dobrudžu. Navíc nastolilo otázku balkánských Vlachů (tj. Arumunů a Meglenorumunů), které považovalo za své krajany. Pro velkou vzdálenost jejich sídel nemohlo jimi obývaná území anektovat, nicméně získalo od ostatních států právo na ochranu jejich škol a kostelů v ostatních balkánských státech, které se navíc zavázaly respektovat jejich autonomii. Status Vlachů na bulharských územích byl vyřešen 4. srpna, na řeckých územích 5. srpna a na srbských územích mezi 5. a 7. srpnem, ještě před uzavřením mírové smlouvy, která byla podepsána 10. srpna. Rumunsko bylo nejsilnějším národem na Balkáně a požadovalo, že musí získat nějaké území stejně jako jeho spojenci. O rozhodujícím přínosu Rumunska ve válce nikdo nepochyboval a územní kompenzace jižní Dobrudžou byla považována za adekvátní, protože bulharská agrese proti bývalým spojencům neměla zůstat beztrestná.
Následně v roce 1914 se Rumunsku podařilo prosadit svého kandidáta na trůn Albánského knížectví a podpořit jeho vládu nasazením vojenských sil až do síly praporu. Působení Rumunska jako významné mocnosti tak začalo Bukurešťskou smlouvou z roku 1913 a přes krátké přerušení za první světové války od října 1916 do listopadu 1918 trvalo až do druhé světové války.